# Gertruda Potocka

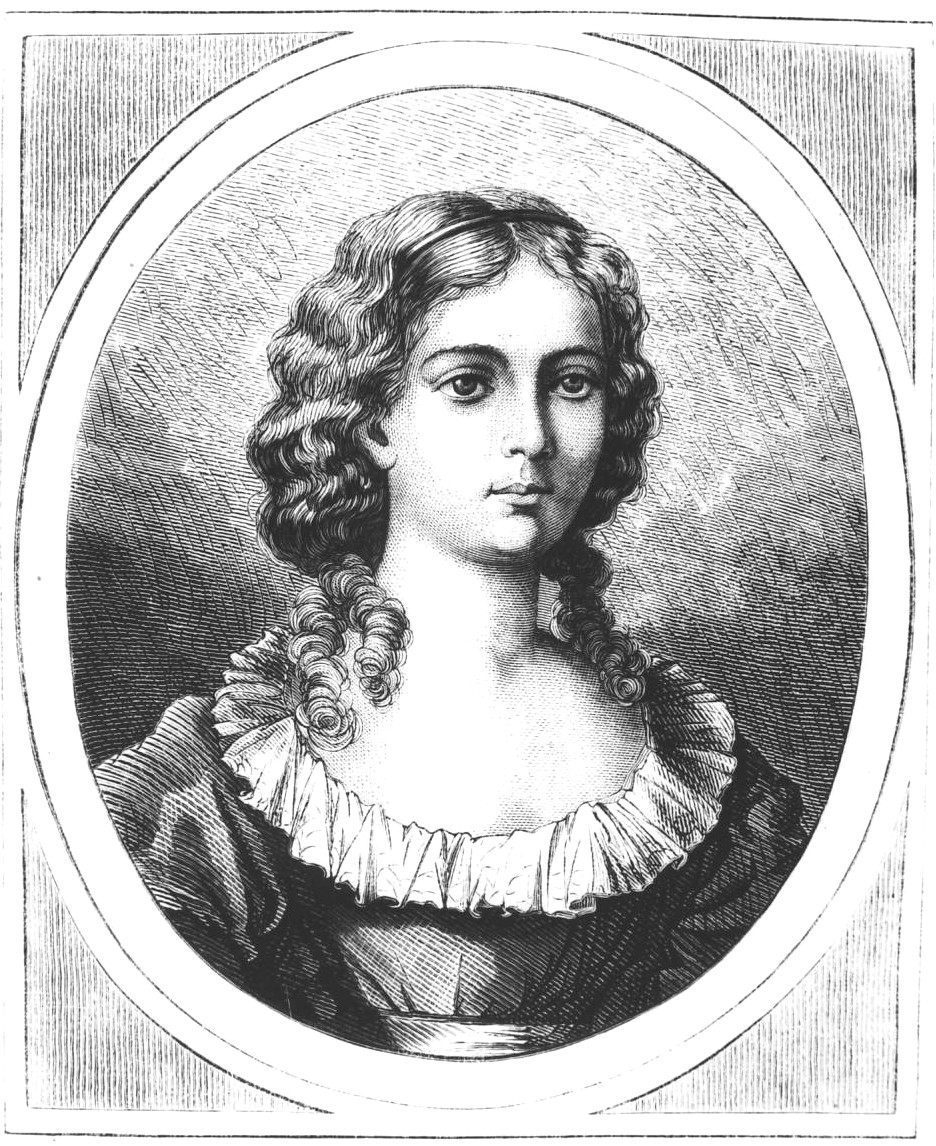
Gertruda Komorowska, rysunek Tytusa Maleszewskiego według zaginionego portretu

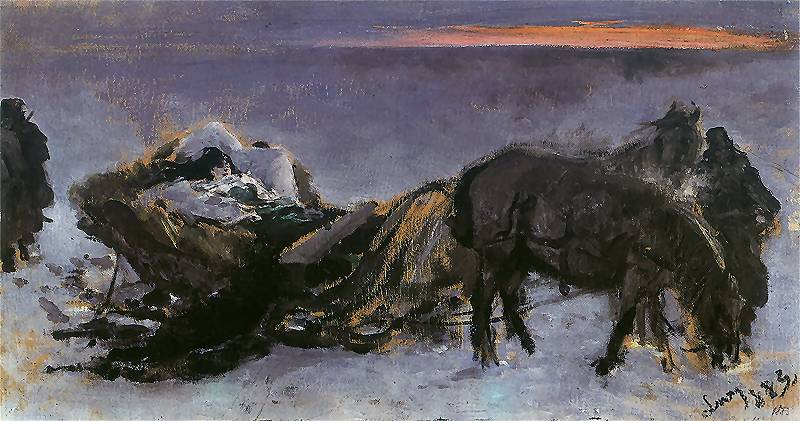
Gertruda Komorowska na saniach, obraz Leona Wyczółkowskiego z 1883 roku

Gertruda z Komorowskich Potocka (ur. 1754 w Susznie, zm. 13 lutego  1771 prawdopodobnie w rzece Rata koło Sielca Bełskiego) – córka Jakuba Komorowskiego herbu Korczak i Antoniny Brygidy z Pawłowskich.

## Życiorys
Urodzona jako córka Jakuba Komorowskiego, starosty nowosielskiego, rezydującego w dworze w Susznie. Majątek Komorowskich sąsiadował z majątkiem Franciszka Salezego Potockiego, wojewody kijowskiego i Jakub bywał częstym gościem w pałacu Potockich w Krystynopolu. W 1770 roku zabrał ze sobą swoją szesnastoletnią córkę Gertrudę, która dzięki swojej urodzie zwróciła uwagę Szczęsnego Potockiego.
Romans pomiędzy Komorowską i młodym Potockim trwał kilka miesięcy, w tajemnicy przed wojewodą, a za cichą aprobatą Komorowskich. Potocki oświadczył się, a w listopadzie postanowił się potajemnie ożenić z Gertrudą. Według tradycji Gertruda była już wtedy w ciąży. 18 listopada odbyły się w Susznie zaręczyny i podpisano intercyzę. Ukrywany przed Potockimi ślub odbył się w cerkwi unickiej w Niestanicach dnia 16 grudnia 1770 roku.
Franciszek Salezy wymógł na synu w lutym 1771 wniosek do konsystorza o unieważnienie związku z powodu uwiedzenia. Teściowie postanowili porwać Gertrudę i umieścić w klasztorze pod opieką przeoryszy wywodzącej się z Potockich na czas rozwodu. Sprawa jednak nabrała rozgłosu i Komorowscy zdążyli zmienić miejsce pobytu – z Suszna wyprawił Komorowski żonę i córkę do Lwowa przez Nowe Sioło. 13 lutego 1771, w Środę Popielcową, zostali zaatakowani przez nadwornych kozaków Potockiego przebranych za Rosjan, pod dowództwem Aleksandra Dąbrowskiego. Według wersji Potockich Gertruda zginęła przypadkowo, napastnicy spotkali po drodze wozy wyładowane zbożem i, aby stłumić krzyki ofiary, przygnietli ją nieszczęśliwie futrami, doprowadzając do uduszenia. Istnieje kilka wersji dotyczących ciała – według jednej z nich zwłoki wrzucono do rzeki Raty w pobliżu Sielca Bełskiego, a znaleziono wiosną po spłynięciu lodów. Innej wersja wskazuje, że ciało zostało znalezione nad Bugiem w Konotopach koło Sokala, po czym odbył się potajemny pochówek.
Nikt nie poniósł kary za zbrodnię – wojewoda ukrył sprawców, a Szczęsnego wyprawił za granicę. Wobec braku ciała Komorowscy nie mogli wytoczyć Potockim procesu. W styczniu 1772 zmarła Anna Potocka, w październiku Franciszek Salezy. O sprawie zrobiło się głośno i zainteresowali się nią Czartoryscy. Korzystając z ich pomocy, Komorowscy wytoczyli Potockim proces o napad, a po kilku latach jego trwania otrzymali odszkodowanie majątkowe w ramach ugody poza sądem w 1774. 2 listopada 1774 Komisja Sejmowa za podszeptem Czartoryskich stwierdziła, że odpowiedzialność za śmierć Gertrudy spoczywa na bandzie, która z inspiracji Franciszka Salezego Potockiego napadła na dwór Komorowskich.
Jako odszkodowanie Komorowscy otrzymali kilkaset tysięcy złotych, kilka wsi, a w 1777 miasteczko Witków Nowy.
Nie miała potomstwa, zmarła będąc w około szóstym miesiącu ciąży.
Grobowiec Gertrudy Potockiej odkrył w lipcu 1905 w podziemiach kościoła w Witkowie Józef Białynia Chołodecki wraz z Aleksandrem Czołowskim, a w następnym roku wydał publikację temu poświęconą.

## Gertruda Komorowska w sztuce
- Antoni Malczewski opisał historię Gertrudy w dziele Maria (niepotwierdzone) .
- Maria Pomezańska z Chłędowskich (1806 r. –15 lutego 1862) w 1853 r. wydała we Lwowie 3-tomową powieść „Gertruda Komorowska”[4][5][6].
- Portrety Gertrudy oraz jej sióstr Eleonory Ilińskiej i Korduli Teodorowej Potockiej znajdowały się w Pałacu w Romanowie[7]